# 彩纹蝴蝶
《彩纹蝴蝶》（羅馬化：Phisuea Salap Lai）是一部由Papasara Productions制作，拉蒂·沃拉罗约廷（Oath）、珀恩彩达·瓦拉帕查那（Mameaw）领衔主演的泰国爱情剧。此剧改编自泰国著名作家楚翁·查亚今达的同名泰语小说，主要讲述了两个家庭地位完全不同的年轻女性的故事，预计将在2025年通过7频道 HD播出。

## 演员阵容
- 拉蒂·沃拉罗约廷（Oath）
- 珀恩彩达·瓦拉帕查那（Mameaw）

## 制作
- 2024年7月20日，剧组正式拍摄。[4]